# اچ‌ام‌اس یونیکورن (۱۷۹۴)
اچ‌ام‌اس یونیکورن (۱۷۹۴) (به انگلیسی: HMS Unicorn (1794)) یک کشتی بود که طول آن ۱۳۵ فوت ۸ ۳⁄۴ اینچ (۴۱٫۴ متر) بود. این کشتی در سال ۱۷۹۴ ساخته شد.